# Norris contra Irlanda
Norris contra Irlanda fue un caso judicial que llegó al Tribunal Europeo de Derechos Humanos (TEDH) en 1988. La denuncia fue presentada por el senador David Norris contra la República de Irlanda. Norris denunció la existencia en Irlanda de leyes que penalizaban algunas prácticas homosexuales entre hombres adultos, demanda que había sido desestimada por el Tribunal Supremo irlandés. El Tribunal Europeo de Derechos Humanos falló a favor de Norris, siguiendo la jurisprudencia que había establecido en el caso Dudgeon contra Reino Unido. Como consecuencia el parlamento irlandés despenalizó las prácticas homosexuales en Irlanda en 1993.

## Caso Original
El caso original en los tribunales irlandeses fue Norris contra el Fiscal General, presentado en 1977 y decidido por la Corte Suprema de Irlanda en 1983. La abogada principal de Norris era miembro de la Campaña por la Reforma de la Ley Homosexual, Mary Robinson, quien en 1990 se convertiría en la primera mujer presidenta de Irlanda. Los tribunales irlandeses dictaminaron que el derecho de Norris a la privacidad no fue violado por la Ley de delitos contra la persona de 1861 (que penaliza la "sodomía") y la Ley de enmienda del derecho penal de 1885 (que penaliza la "indecencia grave").